# خيسوس روبيو (لاعب كرة قدم كولومبي)
خيسوس روبيو هو لاعب كرة قدم كولومبي، ولد في 29 مارس 1945.